# Lista över Kanadas generalguvernörer innan 1867
Följande är en lista över guvernörer och generalguvernörer över Kanada och de äldre territorierna och kolonierna som nu bildar landet.
Rollen som generalguvernör för Kanada var från 1791 till 1838 till största delen som befälhavare över de brittiska styrkorna i Nordamerika. Rollen gick över till generalguvernören för provinsen Kanada, som också representerade den brittiska regeringen i kolonin, fram till 1931, då vicekungen var en direkt representant för den kanadensiska monarkin.

## Guvernörer och generalguvernörer innan 1867

### Guvernörer för ProvinsenQuebec, 1760–1791

#### Guvernörer som representeradekung Georg III, 1763–1791
- Jeffrey Amherst 1760–1763
- James Murray 1764–1768
- Guy Carleton, 1:e baron Dorchester 1768–1778
- Frederick Haldimand 1778–1786
- Guy Carleton, 1:e baron Dorchester 1786–1791

### Generalguvernörer överÖvre KanadaochNedre Kanada, 1791–1840

#### Generalguvernörer som representeradekung Georg III, 1791–1820
- Guy Carleton, 1:e baron Dorchester 1791–1796
- Robert Prescott 1796–1807
- James Henry Craig 1807–1811
- George Prévost 1812–1815
- John Coape Sherbrooke 1816–1818
- Charles Lennox, 4:e hertig av Richmond 1818–1819

#### Generalguvernörer som representeradekung Georg IV, 1820–1830
- George Ramsay, 9:e earl av Dalhousie 1820–1828
- James Kempt 1828–1830

#### Generalguvernörer som representeradekung Vilhelm IV, 1830–1837
- Matthew Whitworth-Aylmer, 5:e baron Aylmer 1830–1835
- Archibald Acheson, 2:e earl av Gosford 1835–1837

#### Generalguvernörer som representeradedrottning Viktoria, 1837–1840
- Archibald Acheson, 2:e earl av Gosford 1837–1837
- John Colborne, 1:e baron Seaton 1837–1838
- John Lambton, 1:e earl av Durham 1838–1839
- Charles Poulett Thomson, 1:e baron Sydenham 1839–1840

### Generalguvernörer för Provinsen Kanada 1840–1867

#### Generalguvernörer som representeradedrottning Viktoria, 1840–1867
- Charles Poulett Thomson, 1:e baron Sydenham 1840–1841
- Charles Bagot 1842–1843
- Charles Metcalfe 1843–1845
- Charles Cathcart, 2:e earl Cathcart 1846–1847
- James Bruce, 8:e earl av Elgin 1847–1854
- Edmund Walker Head 1854–1861
- Charles Monck, 4:e viscount Monck 1861–1867

## Generalguvernörer för den kanadensiska konfederationen 1867–
1867 ombildades Provinsen Kanada till Besittningen Kanada (Dominion of Canada) genom en union med kolonierna Nova Scotia och New Brunswick. Före 1867 hade Nova Scotia och New Brunswick egna guvernörer.
Se Kanadas generalguvernör